# Động Quan
Động Quan là một xã thuộc huyện Lục Yên, tỉnh Yên Bái, Việt Nam.
Xã Động Quan có diện tích 35,18 km², dân số năm 2019 là 6.670 người, mật độ dân số đạt 190 người/km².